# Полёвка (растение)
Полёвка (лат. Myagrum; от др.-греч. μῦς — мышь и ἄγρα — ловушка) — монотипный род травянистых растений семейства Капустные (Brassicaceae). Включает единственный вид — Полёвка пронзённолистная (Myagrum perfoliatum).

## Ботаническое описание
Голое однолетнее травянистое растение. Стебли ветвистые, 20—80 см высотой. Листья цельные, сизые; нижние — удлинённые, продолговатые, вытянутые в черешок, обычно перисто-надрезные, тупые, с треугольными лопастями; верхние — удлинённые, ланцетные, сидячие, у основания стреловидные, стеблеобъемлющие, острые.
Чашелистики около 3 мм длиной, прямые, боковые при основании слегка мешковидные. Лепестки удлиненные, около 4 мм длиной, жёлтые или бледно-жёлтые. Завязь сидячая; столбик трёхгранный, короткий. Стручочки 5—6 мм длиной и шириной, нераскрывающиеся, булавовидные или обратногрушевидные, бугорчато-морщинистые, одногнёздные, односеменные, наверху с 2 вздутыми пустыми гнёздами, на булавовидно утолщенных цветоножках 4—5,5 мм длиной. Цветение с апреля по июль. Хромосомы 2n=14.

## Распространение и экология
Юг Европы, Кавказ, Западная Азия. Сорное, у дорог, на полях, в посевах, по мусорным местам.

## Синонимы
Рода
- Bricour Adans. (1763), nom. superfl.
- Deltocarpus L'Hér. ex DC. (1821), pro syn.

Вида
- Crucifera myagrum E.H.L.Krause (1902)
- Myagrum amplexicaule Moench (1794)
- Myagrum littorale Scop. (1771)
- Myagrum perfoliatum f. minus Bolzon (1911)
- Rapistrum perfoliatum (L.) Bergeret (1786)